# Graciete Santana
Graciete Moreira Carneiro Santana (Serra Preta, 12 de octubre de 1980–Feira de Santana, 16 de septiembre de 2021) fue una maratonista brasileña. Santana decidió ser maratonista para combatir la bulimia que padecía.
Finalizó en el 128.º lugar en los Juegos Olímpicos de Río de Janeiro 2016 con un tiempo de 3:09:15. Alcanzó el índice olímpico al terminar la Maratón Ciudad de Sevilla en el puesto 12, con un tiempo de 2:38:33, su mejor tiempo.

## Resultados internacionales
| Año  | Competencia                              | Posición | Tiempo (en horas) |
| ---- | ---------------------------------------- | -------- | ----------------- |
| 2011 | Maratón de Londres                       | 1°       | 2:51:50           |
| 2012 | Maratón Internacional de Porto Alegre    | 2°       | 2:44:44           |
| 2012 | Maratón de Río de Janeiro                | 3°       | 2:42:21           |
| 2013 | Maratón Internacional de Porto Alegre    | 3°       | 2:42:21           |
| 2013 | Maratón de Florianópolis                 | 1°       | 2:47:01           |
| 2015 | Maratón Internacional de São Paulo       | 4°       | 2:46:20           |
| 2015 | Maratón de Río de Janeiro                | 3°       | 2:41:16           |
| 2015 | Maratón Internacional Maurício de Nassau | 1°       | 2:44:38           |
| 2016 | Maratón de Sevilla                       | 12°      | 2:38:33           |
| 2016 | Río de Janeiro 2016                      | 128°     | 3:09:15           |
| 2017 | Maratón Internacional de São Paulo       | 7°       | 3:04:02           |
| 2017 | Maratón de Río de Janeiro                | 7°       | 2:55:41           |
| 2017 | Maratón de Guadalajara                   | 7°       | 3:01:00           |

## Muerte
Murió el 16 de septiembre de 2021 a los 40 años a causa de un melanoma.